# Buchholtz György (író)
Buchholtz György, ifjabb (Késmárk, 1688. november 3. – Késmárk, 1737. augusztus 3.) író, költő, természettudós.

## Jelentősége
Kortársai és a 18–19. század irodalom- és tudománytörténészei kora egyik legműveltebb emberének, kiemelkedő tudósnak, prédikátornak, tanárnak, és nem utolsósorban kiváló költőnek tartották. Neve azonban a 20. század második felére szinte teljesen feledésbe merült. A személyére és munkásságára irányuló kutatások a 20–21. század fordulóján élénkültek meg.

## Életpályája
Édesapja, az idősebb Buchholtz György felvidéki városokban volt iskolaigazgató, evangélikus lelkész és jegyző. Öccse, Jakab a Kárpátokban végzett természettudományos kutatásokat. Az ifjabb Buchholtz György 1704–1708 között Rozsnyón Missovitz Mihály keze alatt végezte tanulmányait. 1708-ban külföldre indult. Néhány hétig a danckai gimnáziumot látogatta, majd Greifswaldban iratkozott be az egyetemre. Bölcsészeti, teológiai és természettudományos tárgyakat hallgatott. Csillagászati témából írt disszertációja (De conjunctionibus planetarum in genere et in specie de conjunctione Mercurii cum Sole, Greifswald, 1710) nyomtatásban is megjelent. 1711-ben hazatért; házitanítói állást vállalt. 1713-tól újabb peregrinációt tett német egyetemeken: Drezdában, Lipcsében, Halléban, Jénában és Wittenbergben. folytatta tanulmányait, evangélikus lelkészi képesítést szerzett. 1714-től Nagypalugyán, 1723-tól Késmárkon tanított, a gimnázium rektora volt. Irodalmi és tudományos műveit magyar, német, szlovák és latin nyelven írta.

## Irodalmi munkássága
1709. május 9. és 1737. július 25. között vezetett naplójában (Itinerarium Buchholtzianum cum Diario) irodalmi igénnyel dolgozta fel személyes tapasztalatait, utazásai során szerzett ismereteit. A munka forrásértékű adalékokkal szolgál a kor tudomány- és művelődéstörténetéhez.
Számos közjátékot, oratóriumot, iskoladrámát írt és játszatott tanítványaival. Az iskolai élet különleges színfoltját jelentették a színielőadások. A témákat a Biblia és a vallás mellett főként az iskolai életből, a magyar és egyetemes történelemből, az antikvitásból merítették. A darabok allegóriákkal, megszemélyesítésekkel, szimbólumokkal zsúfoltak. Az iskola tanulói több szereplő közreműködésével, általában valamilyen ünnephez kapcsolódóan, közönség előtt adták elő őket. Az előadások nyelve latin, német és magyar volt.
Buchholtz egyik darabja (Testamentum Avium) arról szól, hogy a sast a madarak királyává koronázzák; a Drama orationis a könyvtárak és a könyvek, az olvasás dicsérete. Történelmi tárgyú munkájának (Actus Historicus) témáját nem ismerjük. Az Actus Tobiae és az Actus Josephi a címszereplő bibliai alakok történetét dolgozza fel. Több előadásban Buchholtz maga is közreműködött.
Verseket négy nyelven írt. Naplójában közel háromszáz verséről tesz említést, száznál többnek a szövege maradt fenn kéziratban. Néhány esküvőre vagy egyéb alkalomra írt köszöntője, valamint halotti búcsúztatója nyomtatásban is megjelent. Főként alkalmi költeményeket szerzett, közülük sokat megrendelésre, de saját élményeit is nemegyszer megverselte. Így a Danckából Greifswaldba tett hajóutat, de versbe foglalta Svédország valamennyi királyát, kronosztichont ír számos barátja nevére és édesanyja halálára, anagrammákat gyártott barátai, ismerősei nevéből, és versben hívta iskolába a diákokat ősszel, a nyári szünidő után. Komikus útleírást készített a savanyúvízforrásokhoz tett kirándulásról.
Verseinek népes csoportját alkotják a köszöntők. Ezeket a korabeli szokásoknak megfelelően különféle ünnepekre írta diákjai számára, akik azokat a kántálás során előadták. A városok és falvak életének sajátos színfoltját jelentették a diákok iskolán kívüli szereplései, a rekordálások, kántálások, köszöntések. Ünnepek alkalmával, ünnepek előestéjén a diákok csoportosan jártak házról házra, részben az ünnepet, részben a felkeresettet és családját köszönteni. Ilyen alkalmak voltak a névnapok, naptári ünnepek – karácsony, aprószentek, újév, vízkereszt, farsang, Szent Balázs és Szent Gergely napja, húsvét, pünkösd –, temetések, lakodalmak, disznótor, szüret stb. Az ünnep tartalmát, gondolatkörét felidéző énekekhez, versekhez vagy prózai szövegekhez általában jókívánságok is csatlakoztak, s gyakran adománygyűjtés céljával adták elő őket. Buchholtz a kisebb diákoknak általában magyar, a nagyobbaknak latin nyelvű verseket készített.

## Természettudományos tevékenysége
Örökölte apja természetszeretetét, s minden szabadidejét annak megismerésére fordította. Buchholtz György geológus, archeológus, botanikus volt. Jártas a földrajzban, fizikában, matematikában. Foglalkozott csillagászattal, meteorológiával. Szenvedélyes ásványgyűjtő és numizmatikus. Érdekelte a föld története. Kutatásai mellett tanítványaival a Tátrában tanulmányi kirándulásokat szervezett. Sokat foglalkozott a Magas-Tátra világával, a pisztrángfogástól a barlangászaton át a gyógyvizekig. 1717-ben elkészítette a Magas-Tátra panoráma térképét, s ezen elsőként tüntette fel számos csúcs pontos nevét.
Egyik legjelentősebb tudományos tette a liptói barlangok átvizsgálása és leírása, valamint térképeik elkészítése. A Deményfalvi-barlang járatairól is áttekinthető rajzot készített 1719-ben, függőleges metszet formájában, mely képet magyarázatokkal is ellátta. Ezt a vázlatot hozta később Bél Mátyás rézkarc formájában – Mikoviny Sámuel metszette rézbe – 1723-ban, Nürnbergben megjelent "Prodromus" című földrajzi munkájában. Ugyancsak 1719-ben mérte fel a Szilicei-jégbarlangot, s rajzolta meg hosszmetszetét. Kutatásainak eredményét több kézirat és nyomtatvány őrzi. Az egyik barlangban 1719-ben egész „sárkánycsontvázakat” talált. Egyet elküldött Drezdába a szász választófejedelemnek, és ezt a kincstárban ki is állították. Buchholtz ezért a küldeményért aranyérmet kapott ajándékba. Az igazsághoz azonban hozzátartozik, hogy Buchholtz sárkánycsontjait a kortársak, köztük Bél Mátyás is, előbb szamár-, illetve ökör- vagy lócsontvázként határozták meg, végül pedig barlangi medvében egyeztek meg.
Bár orvosi képesítéssel nem rendelkezett, érdeklődött a különféle betegségek és gyógymódok iránt, környezetében gyakran végzett gyógyító tevékenységet. A sokoldalú szellemi munka mellett ügyes mesterember is volt. Az iskolai színielőadásokhoz gyakran ő maga ácsolta a színpadot, festette a díszleteket. Napórákat szerkesztett, toronyórákat javított, fürdőkamrát épített. Az említetteken kívül zenét szerzett, rajzolt, festett, térképeket készített – igazi polihisztor volt.

## Részvétele kora tudományos életében
Közreműködött a kor híres tudósa, Bél Mátyás honismereti összefoglalóinak (Hungariae… Prodromus, Notitia Hungariae…) munkálataiban. Különféle „érdekességeket” (ásványokat, sőt „sárkánycsontokat”) küldött Bélnek, leírásokat készített Liptó vármegye nevezetességeiről.
Rendszeresen küldött tudósításokat külföldi tudományos folyóiratoknak. Az 1717-től Boroszlóban, majd Lipcsében „Sammlung von Natur- und Medicin- wie auch hierzu gehörigen Kunst- und Literatur-Geschichten” (röviden Samlung) címmel, 1731–34-ben Lipcsében „Miscellanea Physico-Medico-Mathematica, Oder, Angenehme, curieuse und nützliche Nachrichten von Physical- und Medicinischen, auch dahin gehörigen Kunst- und Literatur-Geschichten” (röviden Nachrichten) címmel kiadott folyóiratok állandó rovataiban beszámolt az időjárásról, a földek, a termés és a jószágok állapotáról. Sokszor tudósított természeti jelenségekről: nap- és holdfogyatkozásról, meteorokról, üstökösökről és egyéb csillagászati jelenségekről, különleges felhőkről és fényekről, északi fényről, nyári hóesésről, viharokról, árvizekről. Gyakran szólásokkal, közmondásokkal, népi bölcsességekkel, megfigyelésekkel fűszerezte híradásait.
Számos cikket írt a Lipcsében szerkesztett Grosses vollständiges Universal Lexicon Aller Wissenschafften und Künste című általános nagylexikonba (röviden Universal Lexicon).Kiterjedt levelezést folytatott, honfitársai mellett német és angol tudósokkal. Röviddel halála előtt, 1737-ben egy nemzetközi természettudományos társaság, a Sacri Romani Imperii Academia Caesareo-Leopoldina Naturae Curiosorum (röviden Leopoldina, vagy Breslaui Természetvizsgálók Társasága) tagjává választották.

## További munkái
- Colossum memorialem in immortalis gloriae symbolum, Leutschoviae, 1721 (Okolicsányi Mihály halálára)
- Adorea posthuma viventis post funera virtutis…, Uo. 1726 (Kheberits János halála emlékére)
- Memoriam superstitem virtutum… recoluit, Bregae, 1728 (Goldberger Mihály halála emlékére)
- Admirandorum antrorum Demifalvensum… delineatio = Matthias Bel: Hungariae… Prodromus, lib. III. cap. VIII. pag. 151.)
- Ifj. Buchholtz György második peregrinációja, 1713; sajtó alá rend., bev. Bogár Judit; PPKE BTK, Piliscsaba, 2000 (Pázmány irodalmi műhely. Források)